# San Sebastián de los Reyes
San Sebastián de los Reyes là một đô thị trong Cộng đồng Madrid, Tây Ban Nha. Đô thị này có diện tích 59,26 km², dân số theo điều tra năm 2010 của Viện thống kê quốc gia Tây Ban Nha là 78.157 người. Đô thị này nằm ở khu vực có độ cao 705 mét trên mực nước biển. Thành phố này có cự ly 18 km về phía bắc thủ đô Madrid. Thành phố này là một phần của Vùng đô thị Madrid, một vùng đô thị có dân số 5,8 triệu người.